# Gustavo Daniel Cabral
Gustavo Daniel Cabral (Isidro Casanova, Província de Buenos Aires, 14 d'octubre de 1985) és un futbolista professional argentí que juga com a defensa central pel Pachuca mexicà.

## Carrera de club
Cabral va debutar amb el primer equip del Racing Club de Avellaneda el 2003. Hi va jugar 112 partits fins al 2008, quan va fitxar pel River Plate. Cabral va jugar com a central titular durant el Torneo Clausura 2008 que el club va guanyar.
Després d'haver estat molt discutit pels seguidors del River, Cabral va marxar a l'estranger, i va fitxar pel club mexicà Tecos FC el juny de 2010. Tot i que hi va jugar regularment com a titular, va retornar a l'Argentina l'any següent, i fitxà per l'Arsenal de Sarandí.
El 10 d'agost de 2011 Cabral fou cedit al Llevant UE de La Liga per tota la temporada. Va debutar-hi el 3 de desembre, entrant a la segona part en una derrota a fora per 0–5 contra el FC Barcelona.
El 13 de juny de 2012, Cabral fou cedit al Celta de Vigo. Hi va signar un contracte definitiu l'estiu de 2013.